# Noordzee FM
Noordzee FM (voorheen Radio Noordzee (Nationaal)) was een commercieel Nederlands radiostation dat uitzond tussen 1992 en 2005.

## Benamingen en formats

### Radio Noordzee Internationaal
Het station had haar naam ontleend aan de zeezender Radio Noordzee Internationaal, die op 23 januari 1970 haar uitzendingen begon vanaf het zendschip MEBO II op de Noordzee, 5 km uit de kust van Scheveningen. Op 31 augustus 1974 omstreeks 20 uur moest het station noodgedwongen haar uitzendingen staken.

### Radio Noordzee Nationaal
Het bedrijf Strengholt verkreeg in de zomer van 1992 als eerste commerciële zender een licentie van de overheid. Op 13 juli van dat jaar gingen de uitzendingen van Radio Noordzee Nationaal van start. Voorlopig zond het station enkel via de kabel uit en richtte het zich puur op het Nederlands product. Ook waren er in het eerste anderhalf jaar uitsluitend overdag gepresenteerde programma's te horen, met vanaf zeven uur 's avonds non-stop muziek. Edvard Niessing was de programmaleider, die zelf vijf dagen per week het programma Pauzepakket presenteerde. Andere presentatoren van het eerste uur waren: René Verstraten, René van den Abeelen (die later een boek publiceerde over de beginjaren van het station) en Gaston Starreveld.
Op 21 januari 1994 weet men mede dankzij goed lobby-werk van PR-manager Jerney Kaagman en directeur Martin Banga een bijna landelijk dekkend etherfrequentie-pakket te bemachtigen wat een grote verandering tot gevolg heeft. Op 1 april 1994, de dag dat de etherfrequenties in gebruik worden genomen, wordt het format aangevuld met anderstalige hits en Rob de Mink wordt naast presentator van het dagelijkse programma Noordzee's Verzoek Express, programmaleider. Na anderhalf jaar nemen Ron Sterrenburg en René van den Abeelen die taak over tot een half jaar later Rein Sluik als nieuwe programmaleider wordt binnengehaald met de opdracht bekende RTL-sterren te contracteren. Het succes van Holland FM zet Noordzee aan om met name ook het volkser Nederlandse product te promoten.
Diverse ‘bekende’ presentatoren komen bij de zender waaronder:
- Conny Vandenbos (Thee met Conny, al direct per 1 april 1994)
- Gaston Starreveld / Hans van der Togt (Valt 't muntje ; Broodje Noordzee)
- Ron Brandsteder (Ron op zondag)
- Albert Verlinde (Noordzee Boulevard)
- Jan Rietman (De Jan Rietman show)
- Peter Teekamp

Maar ook Bob van Dam, Hans Groters, Antoine van Schie, Jeroen Kimmel, Marcel Vermeer, Marc Bercht, Marc van den Heuvel, Jan Versteeg, Marc Jacobs (Rob van Dam), Ruud Kooijman, Eric de Moes, Astrid Nijgh, Imca Marina, Paula Patricio Arno van Boven, Raymond Lorié en HenkJan Rutgers. Jomanda had zelfs op de zondagochtend een eigen ‘healing’-programma, dat op de zondagavond nog eens herhaald werd. Martin Gaus was er op zaterdagochtend met Dierenmanieren en Clown Bassie met een kinderprogramma op de vroege zondagochtend.
Het station scoort redelijk tot goede luistercijfers, en lift mee met, of is misschien mede verantwoordelijk voor, het succes van Frans Bauer, Marco Borsato, Rob de Nijs, Marianne Weber en vele anderen (zie hitjaaroverzichten 1994, 1995, 1996, 1997). Echter voor de adverteerder scoort de zender nooit voldoende in de aantrekkelijke doelgroep: leeftijdscategorie 20-40, waardoor het format altijd onder druk staat.

### Radio Noordzee
Eind jaren ’90, wanneer Strengholt Holding (49%) en SBS Broadcasting/NV Holdingmaatschappij De Telegraaf (51%) eigenaren zijn, vindt een herverdeling van de etherfrequenties plaats. Noordzee krijgt een ander pakket toebedeeld (102 FM-pakket) met als gevolg dalende luistercijfers. Het lijkt alsof het moeilijk is de luisteraars naar nieuwe frequenties mee te krijgen. De dalende cijfers hebben wisselende programmaleiders tot gevolg en een flink aantal formatwijzigingen en presentatorwisselingen (onder andere Karel van Cooten en Thorvald de Geus komen). Om vlotter over te komen verandert de naam van Radio Noordzee Nationaal naar Radio Noordzee.

### Noordzee FM
Op 4 januari 1999 wijzigt de naam wederom, en daarmee ook het format: de volkse muziek verdwijnt (deze ging naar zusterstation Radio Hollands Glorie), en een groot aantal "sterren" moet noodgedwongen afscheid nemen van Radio Noordzee, onder wie Ron Brandsteder, Albert Verlinde en Conny Vandenbos. In juni van dat jaar wordt nogmaals het format gewijzigd: meer 'softe' muziek en weinig presentaties, waar Sky Radio bekend mee is geworden. Noordzee komt uiteindelijk in een neergaande spiraal omdat het niet de juiste toon weet te vinden.
Op 23 oktober 2002 werd Radio Noordzee voor ruim € 20 miljoen overgenomen van Strengholt (inmiddels 65%) en SBS (35%) door Talpa Radio. Eigenaar John de Mol deed dit naar eigen zeggen "uit emotionele overwegingen" omdat hij als zestienjarige bij Radio Noordzee Internationaal zijn allereerste baantje had.
Erik de Zwart, die programmadirecteur bij de zender wordt, haalt Gordon en Robert Jensen binnen, om op 3 februari 2003 het roer om te gooien. Vlotte muziek met de nadruk op de ochtend- en middagshow, de rest van de dj's worden niet bij naam genoemd en presenteren onder het principe "Altijd muziek, altijd plezier". Hiermee leek het station eindelijk de goede kant op te gaan.
Op 1 juni 2003 vond er opnieuw een etherfrequentie veiling van Zerobase plaats. Talpa kocht voor € 80,4 miljoen het voormalige frequentiepakket van Sky Radio. Noordzee was vanaf nu in bijna heel Nederland in de ether te ontvangen op de frequentie 100,7 MHz, met uitzondering van Noord-Nederland (100,4 MHz) en de kop van Noord-Holland (100,5 MHz). De kabelfrequenties bleven gelijk.

### Noordzee 100.7 FM
In de hoop luisteraars van Sky Radio en Yorin FM te kunnen winnen, gooide men meteen het format om. Het nieuwe jinglepakket leek erg op dat van Sky Radio, met bovendien de hoofdfrequentie in de naam, Noordzee 100.7 FM, iets dat Sky Radio ook al deed. De slogan werd "Je krijgt er zin in".
Het nieuwe format van softe muziek en weinig gepraat slaat echter niet aan, en nadat Robert Jensen bij het station vertrekt, wordt het roer per september 2004 wederom omgegooid. "Music and Entertainment radio" werd geïntroduceerd om de neergaande spiraal een halt toe te roepen. Kenmerkend voor dit format was het horizontaal programmeren van bekende radio-dj's en ieder uur op het halve uur een minuut het laatste shownieuws in Showtime. Zo was tot 1 juli 2005 iedere werkdag tussen 6:00 en 10:00 uur Gordon te beluisteren, presenteerde Sjaak Bral van 12:00 tot 14:00 uur een lunchprogramma, en was tussen 16:00 en 19:00 uur Martijn Krabbé geprogrammeerd. Albert Verlinde was in het weekend te horen van 10:00 tot 13:00 uur, gevolgd door Winston Gerschtanowitz tussen 13:00 en 16:00 uur. Ook gaven diverse bekende deskundigen, waaronder Bram Moszkowicz, John van den Heuvel, René Mioch en Marc van der Linden het laatste nieuws over hun vakgebied. Hiermee werd geprobeerd een radio-editie van het succesvolle televisieprogramma RTL Boulevard te creëren.

### Qmusic
Op 31 augustus 2005 om 20:30 uur maakte het station plaats voor Qmusic.
Talpa verkocht op 23 mei 2005 het ongeclausuleerde frequentiepakket (vrij muziekformat) waarop Noordzee 100.7 FM uitzond aan De Persgroep uit Vlaanderen, om Radio 538, dat eveneens uitzendt op een vrij frequentiepakket, te kunnen overnemen. Het was destijds onder de bepalingen van de Zerobase-frequentieverdeling van 2003 niet toegestaan om meerdere landelijke, ongeclausuleerde radiostations te bezitten.
De druk op Talpa om Noordzee FM op tijd te verkopen om Radio 538 te mogen overnemen was dermate groot dat De Persgroep slechts het symbolische bedrag van één euro aan Talpa hoefde te betalen, en zelfs 20 miljoen euro van Talpa meekreeg om de FM-licentie gedurende de eerste 2 jaren te kunnen betalen.
De nieuwe eigenaren hadden besloten de zender om te dopen in Qmusic. Hiermee kwam na 13 jaar een einde aan Radio Noordzee als legale commerciële zender. Al doet de datum en tijd anders vermoeden, er werd niet gerefereerd aan het feit dat Radio Noordzee Internationaal op 31 augustus 1974 om 20:00 uur haar uitzendingen moest staken.

### Radio Digitaal
Het station Radio Noordzee Nationaal keerde op 26 september 2007 omstreeks 12:00 terug via het internetportaal Radio Digitaal, een project van John de Mol, eigenaar van Talpa, met kabelfrequenties in delen van Flevoland, Gelderland, rond Rotterdam en Haarlem. Op dit station werd non-stop muziek van eigen bodem uitgezonden onder het motto "Altijd Hollandse Hits". Karel van Cooten was de huisstem van het station, die op zaterdag ook de "Nederlandstalige Top 25" presenteerde. Per 1 januari 2009 werd deze zender na een reorganisatie van het portaal geschrapt.

## Voetnoot
1. ↑  Technisch is 100,7 MHz de correcte term.